# Ek'at'erine Ch'avch'avadze
Principessa Ek'at'erine Dadiani (in georgiano ეკატერინე დადიანი?, nata Ch'avch'avadze; 19 marzo 1816 – 13 agosto 1882) è stata una nobile georgiana di primo piano del XIX secolo e ultima principessa regnante del Principato di Mingrelia della Georgia occidentale nell'Europa sud-orientale. Svolse un ruolo attivo nella resistenza all'influenza Ottomana nel suo principato e fu al centro dell'alta società georgiana, all'interno del paese e all'estero.

## Famiglia e matrimonio

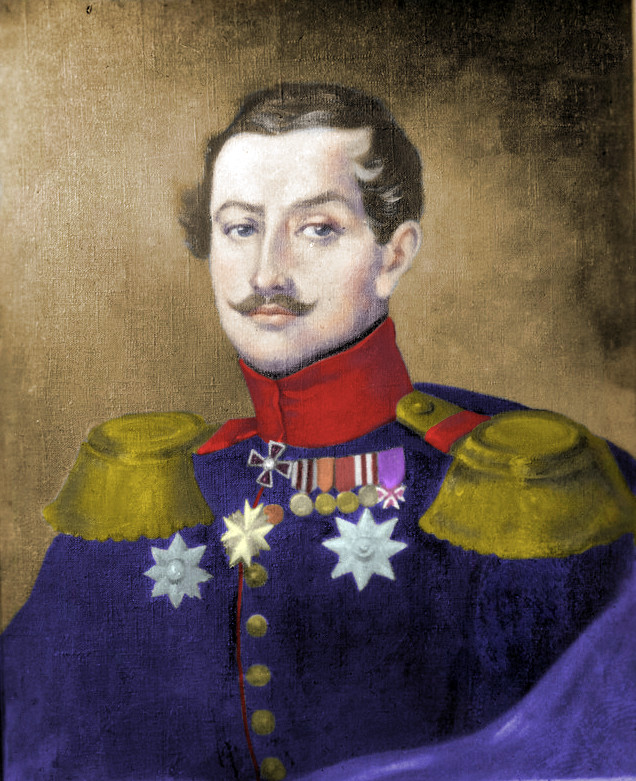
Aleksandre Ch'avch'avadze, padre di Ek'at'erine

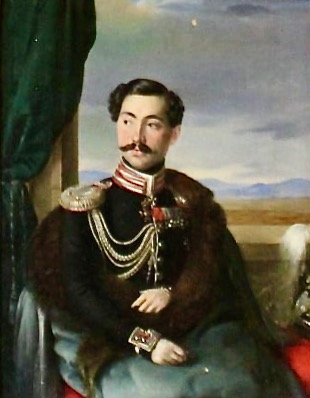
Il Prince David

Ek'at'erine nacque da una distinta famiglia nobile georgiana della Georgia orientale. Suo padre fu il principe Aleksandre Ch'avch'avadze un generale georgiano degno di nota e un figlioccio di Caterina la Grande di Russia. Sua madre fu la Principessa Salomé Orbeliani, una pronipote di Eraclio (Heraclius II) della Georgia orientale. Sua sorella minore, la Principessa Nino, fu sposata a Aleksandr Griboedov, un famoso drammaturgo russo, compositore e diplomatico. La sorella maggiore di Ek'at'erine, la Principessa Sophie, fu sposata con il Conte Alexandr Nikolai, ministro dell'educazione della Russia Imperiale.
Il 19 dicembre 1838, Ek'at'erine sposò il Principe ereditario di Mingrelia, David Dadiani, che in due anni diventò sovrano del principato dopo il ritiro del padre, Levan V di Mingrelia. Nel 1853 David morì ed Ek'at'erine rapidamente assunse le responsabilità del defunto marito, passando da una relativa oscurità ad essere riconosciuta come reggente di Mingrelia a nome di suo figlio il Principe Niko. Nicola I di Russia le assegnò un consiglio di reggenza che comprendeva i fratelli del suo defunto marito, il Principe Gregory e il Principe Constantine.

## Instabilità durante la Guerra di Crimea
Durante la Guerra di Crimea, i Turchi inviarono una forza considerevole in Mingrelia, occupando zone significative del principato e obbligando Ek'at'erine a fuggire. Presto ricevette una lettera di minacce del comandante turco generale Omar Pascià che chiedeva la sua resa, così come il trasferimento del principato di suo figlio all'Impero ottomano. Rifiutandosi di nobilitare la lettera di Pasha con una risposta, Ek'at'erine assunse il controllo delle forze mingreliane e organizzò con successo dei contro attacchi che inflissero gravi danni agli invasori turchi.
La Guerra di Crimea terminò nel 1856 con il Trattato di Parigi e la Principessa Dadiani fu reintegrata come reggente, ricevendo un invito per l'incoronazione dell'Imperatore Alessandro II di Russia. Partecipò alla cerimonia con i suoi figli oltre alla sorella, la Principessa Nino. Secondo il memorialista russo K.A. Borozdin, Ek'at'erine conservava "lo splendore della sua bellezza" e sembrava straordinaria nel suo "costume originale e riccamente decorato." Il memorialista, come molti altri nella Georgia odierna, si riferisce alla Principessa Dadiani come la "Regina Mingreliana" e afferma che al ballo dell'incoronazione tutti erano "entusiasti di (Ek'at'erine), sua sorella, i bambini, e l'entourage."

## Ribellione mingreliana e invasione russa

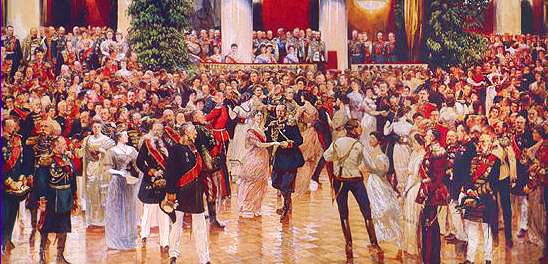
Ek'at'erine al ballo dell'incoronazione al Palazzo d'Inverno

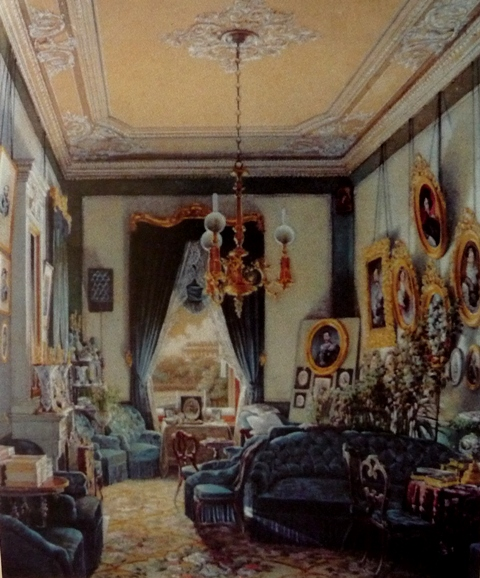
Il salotto della Principessa Ek'at'erine a Tsarskoe Selo

Nel 1856 Ek'at'erine lasciò il principato mingreliano al Generale George Dadiani per trasferirsi a vivere a Tsarskoe Selo, residenza della Famiglia Imperiale Russa, dove divenne una delle "signore della corte". Nel 1857 fu costretta a tornare in Georgia a causa della rivolta dei contadini organizzata da un fabbro mingreliano, Uta Miqava. Il 12 maggio, i ribelli presero il controllo della capitale della provincia, Zugdidi, obbligando la Principessa Dadiani a richiedere l'aiuto della Russia. Avendo già efficacemente annesso la Georgia orientale, la Russia intervenne con entusiasmo, piegando la rivolta e chiedendo a Ek'at'erine di trasferirsi a San Pietroburgo con il pretesto di favorire l'educazione dei suoi figli e allevarli lì. La sua partenza e l'istituzione di una autorità "temporanea" militare russa in Mingrelia segnò l'abolizione de facto del principato.

## Ultimi anni
Dopo essersi trasferita in Russia, Ek'at'erine mantenne il suo salotto privato a Tsarskoe Selo, aperto al Intellighenzia georgiana e russa. Dopo aver vissuto lì per quasi dieci anni, si trasferì a Parigi, dove sua figlia la Principessa Salomé viveva già con il marito francese, il Principe Achille Murat. Negli anni finali della sua vita, la principessa Ek'at'erine tornò nella Georgia occidentale, poi ufficialmente a parte dell'impero russo, dove visse fino alla fine. Fu sepolta nel monastero medievale ortodosso di Mart'vili.

## Figli
| Immagine | Nome               | Nascita         | Morte           | Note            |
| -------- | ------------------ | --------------- | --------------- | --------------- |
|          | Principe Nikolas   | 4 gennaio 1847  | 22 gennaio 1903 | figlio maggiore |
|          | Principessa Salomé | 12 gennaio 1848 | 27 luglio 1913  | figlia femmina  |
|          | Principe Andria    | 1850            | 1910            | figlio minore   |

Ek'at'erine ha anche dato alla luce quattro figli che sono morti durante l'infanzia: Maria (1840–1842), Nina (1841–1848), Levan (1842–1844) e Tamar (1853–1859).